# Ernest Blythe
Ernest Blythe (irl. Earnán de Blaghd; ur. 13 kwietnia 1889 w Magheragall, zm. 23 lutego 1975 w Dublinie) – irlandzki polityk i działacz kultury.

## Życiorys
Był protestantem z północnej Irlandii, działał w Organizacji Ochotników Irlandzkich i partii Sinn Féin. W 1919 uczestniczył w powołaniu powstańczego parlamentu i rządu irlandzkiego, w którym 1919–1922 był ministrem handlu. Zaakceptował traktat angielsko-irlandzki z 1921, później działał w partiach protraktatowych – Cumann na nGaedhael i Fine Gael, 1922-1932 był deputowanym do izby niższej parlamentu (Dáil Éireann, a 1934–1936 senatorem (członkiem Seanad Éireann). Jednocześnie w latach 1923–1932 był ministrem finansów i 1927–1932 wicepremierem i ministrem poczt i telegrafów. w 1933 stracił miejsce w parlamencie w wyniku przegranych wyborów. Od 1932 sympatyzował z Ruchem Błękitnych Koszul, popadł jednak w konflikt z przywódcą ruchu Eoinem O’Duffym. Podejmował starania dla odrodzenia języka irlandzkiego, wspierał inicjatywy wydawnicze i irlandzki teatr, 1941-1967 był dyrektorem Teatru Opactwa w Dublinie.